# Spiritus Domini (introito)
Spiritus Domini è l'introito ad Missam in Die della Dominica Pentecostes.  Lo stesso incipit appartiene ad un alleluia e ad un responsorio. 

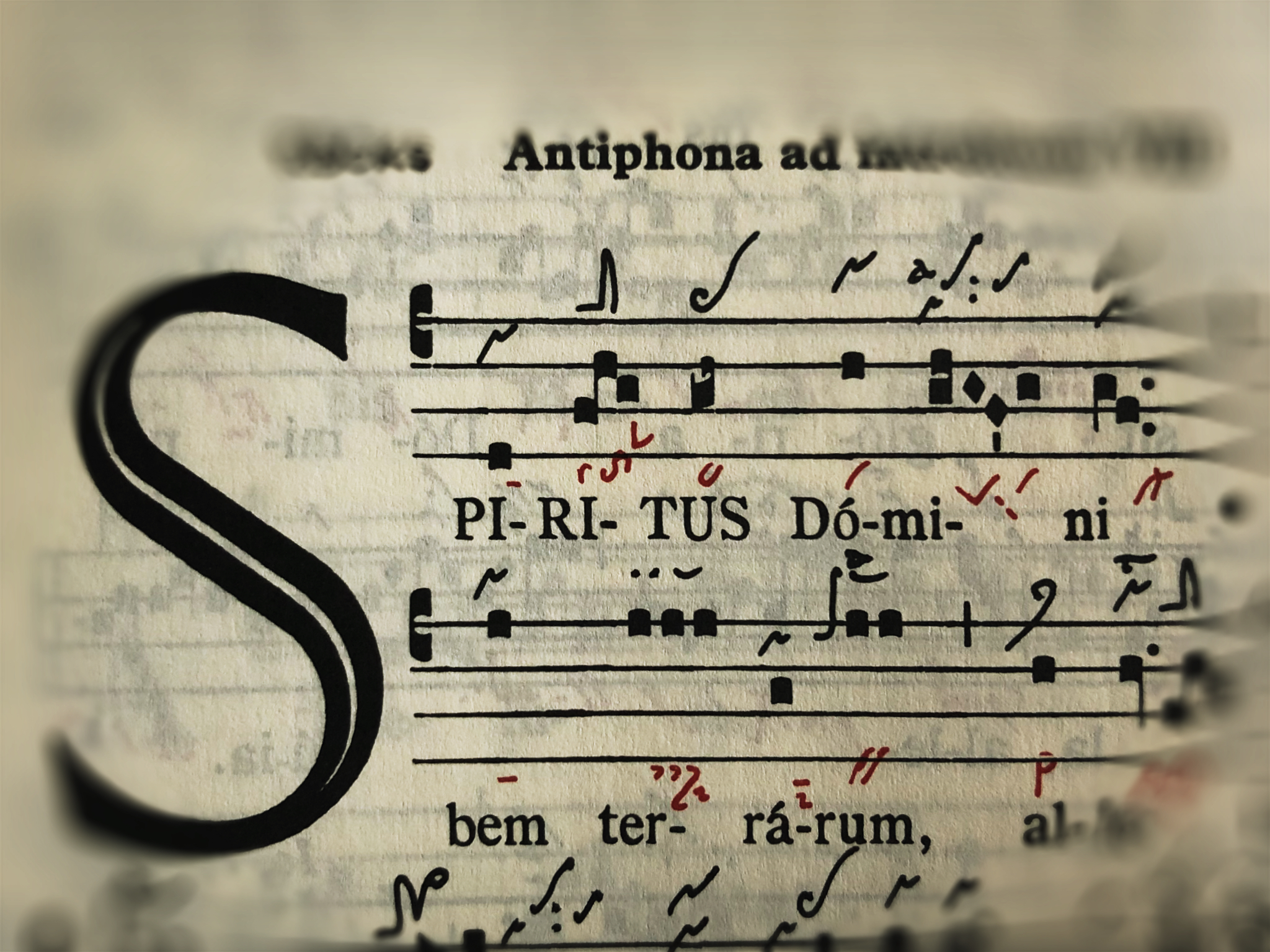
Incipit dell introito Spiritus Domini dal Graduale Triplex.

## Testo
allelúia:

et hoc quod cóntinet ómnia, 

sciéntiam habet vocis,

allelúia, allelúia, allelúia.

(Sap 1,7)
Exsúrgat Deus, et dissipéntur inimíci eius:

et fúgiant, qui odérunt eum, a fácie eius.
 
(Ps. 67,2)»
Alleluia

egli che tutto unisce, 

conosce ogni linguaggio.

Alleluia, alleluia, alleluia.

(Sap 1,7)
Sorga il Signore, e siano dispersi i suoi nemici: 

e coloro che lo odiano fuggano dal suo cospetto.

(Sal 67,2).»

### Testi di liturgia contemporanea
- Graduale Triplex, Moines de Solesmes, 1979, p. 252.
- Gregorien.info - Partitions, avec révision de la mélodie, Académie de chant grégorien.
- Graduale Novum de Dominicis et Festis, Göschl, Johannes Berchmans, et alii, 2011, p. 216
- Graduale restitutum - gregor-und-taube.de, Anton Stingl, jun.

### Testi medievali
- Bamberg, Staatsbibliothek lit. 6 f. 48v Bavaricon p. 101
- Bamberg, Staatsbibliothek lit.7 f. 44v Incipit noté Bavaricon p. 91
- Benevento, Biblioteca Capitolare 33 f. 96v
- Benevento, Biblioteca Capitolare 34 f. 178v
- Bruxelles, bibliothèque royale 10127-44 - Mont-Blandin AMS 102a
- Chartres, Bibliothèque municipale 47 - Graduel f. 36v
- Cambrai, Bibliothèque municipale 0075 (0076) - St-Vaast d’Arras f. 96r
- Cologny (Genève), Bibliotheca Bodmeriana C 74 - St. Cecilia in Trast. f. 99v
- Einsiedeln, Stiftbibliothek 121 f. 248
- Graz, Universitätsbibliothek 807 f. 124v
- Laon, Bibliothèque municipale 239 f. 127 Facsimilé p. 122
- Montpellier, Bibliothèque de l’Ecole de Médecine H 159 f. 42v 4.a ; autre numérotation : 74
- Noyon, Château du Mont-Renaud - Mont-Renaud f. 26
- Paris, Bibliothèque nationale de France 776 - Albi f. 89
- Paris, Bibliothèque nationale de France lat. 903 - Saint-Yrieix f. 179
- Paris, Bibliothèque nationale de France lat 9434 - St-Martin de Tours f. 134v
- Paris, Bibliothèque nationale de France lat. 12050 - Ant. Corbie AMS 102a
- Paris, Bibliothèque nationale de France lat. 17436 - Compiègne AMS 102a
- Paris, Bibliothèque nationale de France lat 18010 - Gr. Corbie f. 28v
- Paris, Bibliothèque Sainte-Geneviève 111 - Senlis AMS 102a
- Roma, Biblioteca Angelica 123 - Angelica 123 f. 126
- Sankt-Gallen, Stiftsbibliothek 339 f. 121 Facsimilé p. 90
- Sankt-Gallen, Stiftsbibliothek 376 p. 219
- Zürich, Zentralbibliothek Rh. 30 - Gr. Rheinau AMS 102a